# Astíoque
En la mitologia grega, Astíoque (grec antic: Ἀστυόχη) va ser una princesa d'Orcomen, filla d'Àctor.
Estimada per Ares, no va poder resistir-se al déu que la va posseir al palau del seu pare. Segons Pausànies va ser la mare d'Ascàlaf i de Ialmen. Els dos nois van morir a la Guerra de Troia, al capdavant de l'exèrcit dels mínies.